# テオフィル・ゴーティエ
ピエール・ジュール・テオフィル・ゴーティエ （Pierre Jules Théophile Gautier,1811年8月30日 - 1872年10月23日）は、フランスの詩人・小説家・劇作家。文芸批評、絵画評論、旅行記も残した。日本では「ゴーチエ」とも表記される。

## 生涯
タルブ（現在のオート＝ピレネー県の県都）で生まれ、父の転勤で3歳からパリで育った。はじめは画家を志したが、中学の上級生ネルヴァルの影響で詩作にも励み、学生時代にネルヴァルの紹介でヴィクトル・ユーゴーと出会い、ロマン派詩人として出発する。いわゆる青年フランス派に属し、1830年の"エルナニ合戦" (Bataille d'Hernani) ではロマン派の先頭に立って活躍している。当時仏訳されたE.T.A.ホフマンの影響を受けて、愛と死をテーマにした多くの幻想的な作品を書いた。
やがて当時のロマン主義者達の並はずれた自我の誇示・感情の吐露に反発し、没個性的で正確な描写を試みるようになる。また、その個人的感情を外界の冷静な描写に流し込むようになり、ロマン主義から脱した。また当時の政府の出版物への弾圧により、ゴーティエの評論等も掲載禁止とされた、小説「モーパン嬢」の序文においてはロマン主義の社会有用説を痛烈に批判している。
一時は画家を目指したことから、感情の美よりも外形の美に心をひかれ、「芸術のための芸術」を主張。形態と色彩と光沢への美に憧れ、画家や彫刻家が絵筆とのみで表そうとする美を、彼は詩人としてペンで表そうとした。ここから、後に高踏派と呼ばれる思想が形成されていったのである。
ロマンティック・バレエのために、いくつか台本を書いており、カルロッタ・グリジが最初に踊ったことで知られる『ジゼル』が有名である。グリジは彼が生涯で一番愛した女性だったが、彼女がそれを受け入れることはなく、彼はグリジの妹で歌手のエルネスティーヌと結婚し、2女をもうけた。娘のジュディット・ゴーチエも作家で、その美貌で知られた。明るく楽天的な性質だったとされるが、その一方でたいへんな迷信家であったと言われる。晩年の幻想的な作品である『アヴァタール』、『邪眼』、『精霊』などにはその傾向が現れており、スウェーデンボルグの影響も認められる。
1863年に、大半を若き日に執筆していた『キャピテン・フラカス』が大きな成功となる。1865年、マティルド・ボナパルトのサロンに招かれたのをきっかけに、皇帝ナポレオン3世の宮廷へつながる足がかりを得た。
シャルル・ボードレールの詩集『悪の華』巻頭で「十全無瑕の詩人にして完璧なるフランス文学の魔術師テオフィル・ゴーチエ氏に」という献辞を受けた。
ゴーティエ自身、ボードレールの死後に追悼文と作家論を書き、新版『悪の華』の序文となっている。また若き日のラフカディオ・ハーンが愛読し英訳 も行っている。
1872年、長年苦しんだ心臓病によりパリで没し、モンマルトル墓地に埋葬された。

## 語録
「これじゃフィラデルフィアだ、パリじゃない」
1860年代に知事のジョルジュ・オスマンがパリの都市計画を実施し、大きな並木道をつくろうとして、古いパリを惜しげもなく破壊したことに対する呪詛の言葉といわれる。

## ゴーティエの詩による音楽作品
ゴーティエの詩にはエルネスト・ショーソン、アンリ・デュパルク、ガブリエル・フォーレなどの作曲家が曲を付けており、特にエクトル・ベルリオーズの「夏の夜」が知られる。

## 著書
- 『コーヒー沸かし』（La Cafetière, 1831） 『ゴーチエ幻想作品集』所収。
- 『アルベルトゥス』（Albertus, 1831）
- 『オニュフリウス』（Onuphrius, 1832） 『ゴーチエ幻想作品集』所収。
- 『ナイチンゲールの巣』（Le Nid de rossignols, 1833） 『ゴーチエ幻想作品集』所収。
- 『若きフランスたち』（Les Jeunes-France, 1833）『若きフランスたち 諧謔小説集』所収。
- 『オムパレー』（Omphale, 1834） 『ゴーチエ幻想作品集』所収。
- 『モーパン嬢』（Mademoiselle de Maupin, 1835）
田辺貞之助訳（上・下）、白水社、1948年。新潮文庫、1952年／井村実名子訳、岩波文庫（上・下） 2006年。
- 『死霊の恋』（La Morte amoureuse, 1836） 邦題「死霊の恋」、「廃墟の恋」、「死女の恋」など（以下参照）
- 『金の鎖またはもやいの恋人』（La Chaîne d'or, ou l'Amant partagé, 1837）『魔眼　フランス幻想小説』所収。
- 『或る夜のクレオパトラ』（Une nuit de Cléopâtre, 1838） 田辺貞之助訳、斎藤書店、1948年。河出書房、1951年。
- 『阿片パイプ』（La Pipe d'opium, 1838）『ゴーチエ幻想作品集』所収。
- 『金羊毛』（La Toison d'or, 1839） 奥栄一訳、新潮社、1920年。
- 『ミイラの足』（Le Pied de momie, 1840）『ゴーチエ幻想作品集』所収。
- 『二重の騎士』（Le Chevalier double, 1840）『ゴーチエ幻想作品集』所収。
- 『ふたり一役』（Deux acteurs pour un rôle, 1841）『ゴーチエ幻想作品集』所収。
- 『ジゼル』（Giselle, 1841）- バレエ台本
- 『千二夜物語』（La Mille et Deuxième Nuit, 1842）『吸血女の恋　フランス幻想小説』所収。
- 『スペイン紀行』（Un Voyage en Espagne, 1843） 桑原隆行訳、法政大学出版局〈叢書・ウニベルシタス〉 2008年。
- 『夜の訪問者』（Une visite nocturne, 1843）『ゴーチエ幻想作品集』所収。
- 『カンダウレス王』（Le Roi Candaule, 1844）『吸血女の恋　フランス幻想小説』所収。
- 『ハシッシュ吸飲者倶楽部』（Le Club des hachichins, 1846）『ゴーチエ幻想作品集』所収。
- 『パンの靴をはいた子供』（L'Enfant aux souliers de pain, 1849）『ゴーチエ幻想作品集』所収。
- 『サバチエ夫人への手紙』（Lettre à la Présidente, 1850） 長田俊雄訳、学芸書林、1972年。
- 『七宝とカメオ』（Émaux et Camées, 1852）（詩集） 東京創元社「齋藤磯雄著作集 第3巻」に収録。元版は平凡社『世界名詩集12』。
- 『アッリヤ・マルケッラ』（Arria Marcella, 1852） 『ゴーチエ幻想作品集』所収ほか。「ポンペイ夜話」の邦題も。
- 『アヴァタール』（Avatar, 1857） 『換魂綺譚　アヴァタール』林憲太郎訳、創元社、1948年、『変化　フランス幻想小説』所収。
- 『ミイラ物語』（Le Roman de la Momie, 1858） 田辺貞之助訳、国書刊行会（世界幻想文学大系7）1975年。
- 『ロシア紀行』（Voyage en Russie, 1867）
- 『キャピテン・フラカス』（Le Capitaine Fracasse, 1863） 田辺貞之助訳、岩波文庫（上中下）、1952年、復刊1986年・2001年。
- 『スピリット』（Spirite, 1866） 田辺貞之助訳、沖積舎、1986年 - 訳者自身の遺作
- 『ロマンチスムの誕生』（Histoire du Romantisme, 1874）（評論） 渡辺一夫訳、青木書店（ふらんすロマンチック叢書）1939年。「青春の回想」冨山房百科文庫、1977年

主な日本語編訳版
- 『ゴーチエ幻想作品集』 店村新次、小柳保義編訳、創土社、1977年。
（オニュフリウス / オムパレー / アッリヤ・マルケッラ / ミイラの足 / コーヒー沸かし / 死女の恋 / 化身 / ハシッシュ吸飲者倶楽部 / ふたり一役 / 二重の騎士 / 阿片パイプ / 夜の訪問者 / ナイチンゲールの巣 / パンの靴をはいた子供）
- 『死霊の恋・ポンペイ夜話 他三篇』、田辺貞之助訳、岩波文庫、1982年。
  - 旧版『廃墟の恋』（廃墟の恋 / 水辺の楼 / 黄金の鎖 / 詛いの星をいただく騎士） 田辺貞之助訳、創藝社（近代文庫91）1953年。
- 『魔眼 フランス幻想小説』（魔眼 / 金の鎖またはもやいの恋人 / ある夜のクレオパトラ）小柳保義訳、社会思想社（現代教養文庫）1991年。文元社（教養ワイドコレクション）2004年
- 『吸血女の恋 フランス幻想小説』（吸血女の恋 / カンダウレス王 / 千二夜物語 / 双つ星の騎士）小柳保義訳、社会思想社（現代教養文庫）1992年。文元社（教養ワイドコレクション）2004年。
- 『変化 フランス幻想小説』（変化 / ポンペイの幻 / ミイラの足）小柳保義訳、社会思想社（現代教養文庫）1993年。文元社（教養ワイドコレクション）2004年。
- 『舞踊評論』 井村実名子訳、新書館（Classics on dance7）1994年。
※ステファヌ・マラルメと、ポール・ヴァレリーの論考を併せて収録
- 『若きフランスたち』 井村実名子訳、国書刊行会、1999年。
（テーブルの下で / オニュフリユス、あるいはホフマン崇拝者のファンタスチックな焦燥 / ダニエル・ジョヴァール、あるいは古典派の改宗 / この女をあの女、あるいは情熱的な若きフランス女性 / エリアス・ヴィルドマンスタディウス、あるいは中世男 / ホンスのボール）
- 『ボードレール』 井村実名子訳、国書刊行会、2011年。
※ミシェル・レヴィ版・ボードレール全集『悪の華』（1868）の序文評伝。詳細な訳註・解説に図版を付す。
- 『死霊の恋／ヴィシュヌの化身　ゴーティエ恋愛奇譚集』 永田千奈訳、光文社古典新訳文庫、2023年

## 研究
- 『テオフィル・ゴーチエと19世紀芸術』 吉村和明ほか編、上智大学出版会、2014年。論考集